# Musée Pininfarina
Le musée Pininfarina est un musée italien de la société de design automobile Pininfarina de Cambiano, près de Turin, dans le Piémont, en Italie.

## Historique
La collection Pininfarina expose une quarantaine des œuvres les plus importantes, de l'évolution de la production de la célèbre entreprise de design automobile, depuis sa fondation en 1930 par Gian-Battista Pinin Farina (1893-1966), à ce jour.

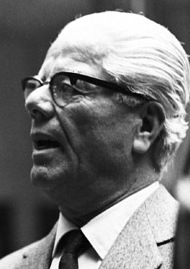
Gian-Battista Pinin Farina
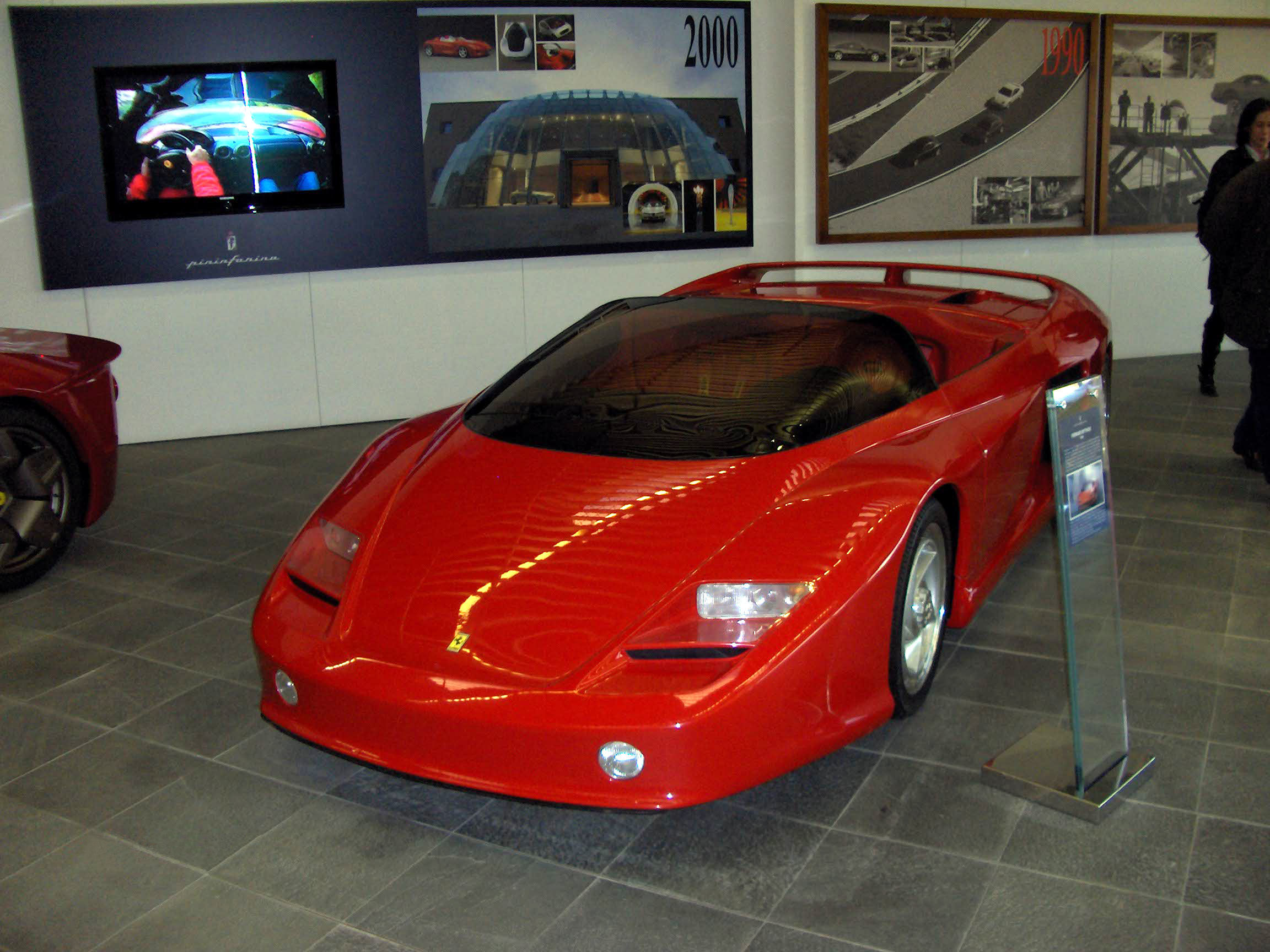
Ferrari Mythos, 1989
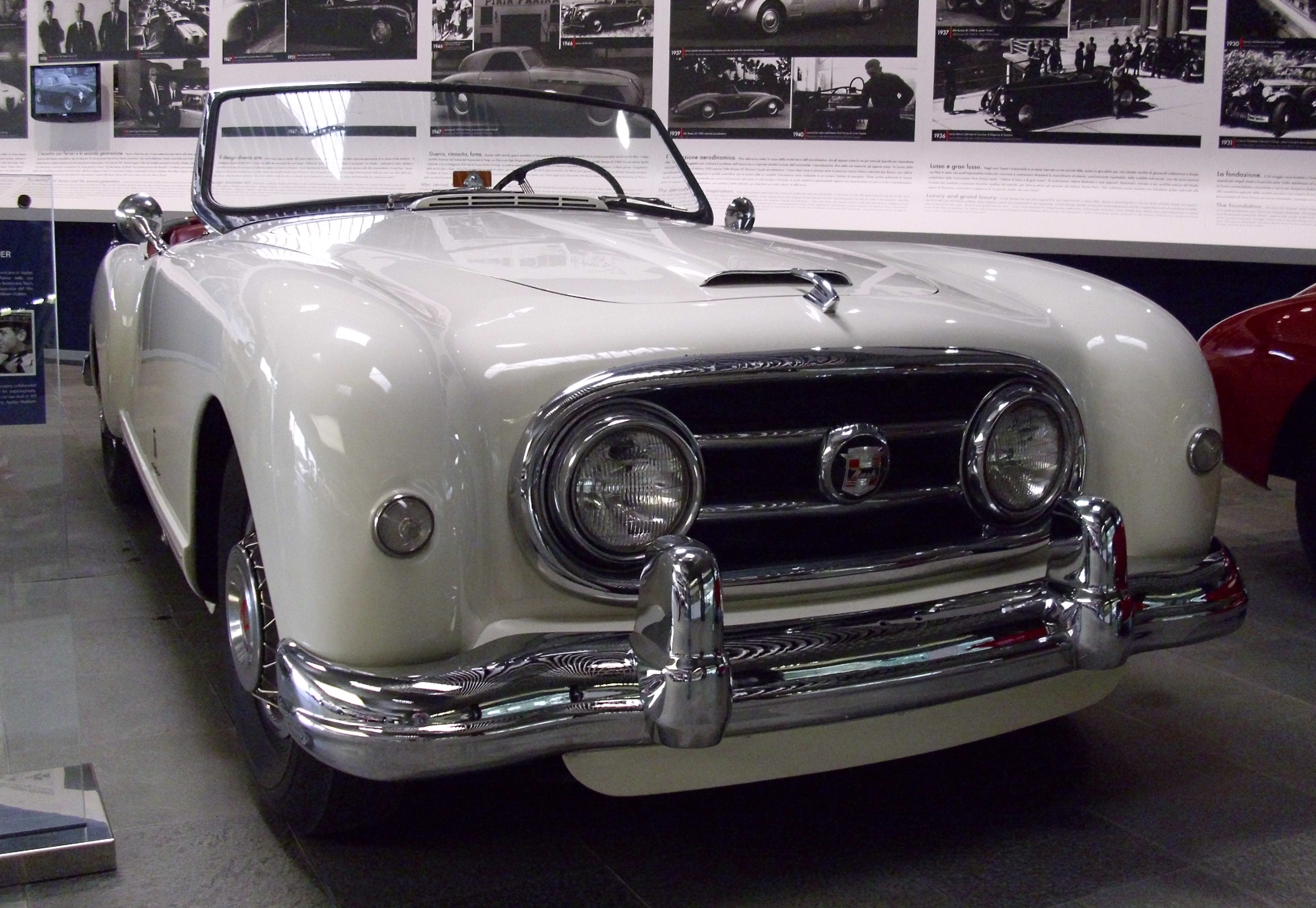
Nash-Healey 1951
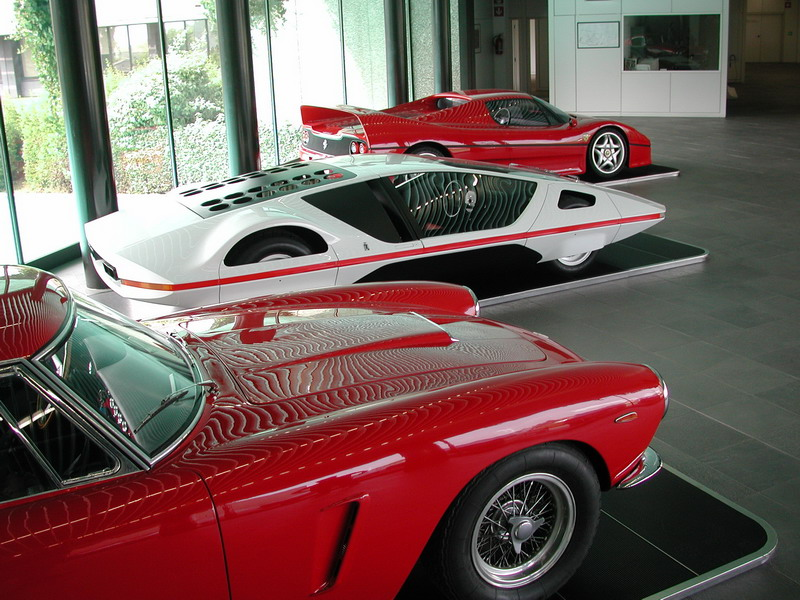
Ferrari Modulo 1970, Ferrari F50 1995...

Des automobiles Pinifarina sont également exposées au musée de l'Automobile de Turin, voisin de l'Usine Fiat du Lingotto.